# Ewald Walch
Ewald Walch (Innsbruck, 18 agosto 1940 – Innsbruck, 27 ottobre 2023) è stato uno slittinista austriaco.

## Biografia
Gareggiò unicamente nel doppio, partecipando in coppia con Erich Raffl, Reinhold Frosch, Anton Venier e, dal 1967 e fino al suo ritiro dalle competizioni, avvenuto all'indomani dei Giochi di Sapporo 1972, con Manfred Schmid.
Prese parte a due edizioni dei Giochi olimpici invernali: a Grenoble 1968 conquistò la medaglia d'argento nel doppio ed a Sapporo 1972 si classificò al settimo posto nel doppio.
Ai campionati mondiali ottenne tre medaglie d'oro, a Garmisch-Partenkirchen 1960 insieme a Reinhold Frosch ed a Königssee 1969 e Königssee 1970 con Manfred Schmid, due d'argento e due di bronzo nel doppio. Nelle rassegne continentali vinse una medaglia d'oro, a Weißenbach 1962 con Anton Venier, una d'argento ed una di bronzo nel doppio.

## Palmarès

### Olimpiadi
- 1 medaglia:
  - 1 argento (doppio a Grenoble 1968).

### Mondiali
- 7 medaglie:
  - 3 ori (doppio a Garmisch-Partenkirchen 1960; doppio a Königssee 1969; doppio a Königssee 1970);
  - 2 argenti (doppio ad Hammarstrand 1967; doppio a Valdaora 1971)
  - 2 bronzi (doppio a Davos 1957; doppio ad Imst 1963).

### Europei
- 3 medaglie:
  - 1 oro (doppio a Weißenbach 1962);
  - 1 argento (doppio ad Imst 1971);
  - 1 bronzo (doppio ad Hammarstrand 1970).